# Югославия на летней Универсиаде 1959
Югославия на первой летней Универсиаде в Турине (Италия) заняла 7-е место в общекомандном медальном зачёте, завоевав 8 медалей (3 золотых, 3 серебряных, 2 бронзовых). Чемпионами Универсиады стали: мужская ватерпольная сборная и два легкоатлета Виктор Снайдер (бег на 400 метров), Станко Лоргер (бег на 110 метров с барьерами).

## Медалисты

### Золото
| Золото |                                   |                                                          |
| №      | Спортсмены                        | Вид спорта (дисциплина)                                  |
| 1      | Сборная Югославии по водному поло | Водное поло (мужчины)                                    |
| 2      | Виктор Снайдер                    | Лёгкая атлетика (мужчины, бег на 400 метров)             |
| 3      | Станко Лоргер                     | Лёгкая атлетика (мужчины, бег на 110 метров с барьерами) |

### Серебро
| Серебро |                  |                                            |
| №       | Спортсмены       | Вид спорта (дисциплина)                    |
| 1       | Владо Марьянович | Лёгкая атлетика (мужчины, прыжки в высоту) |
| 2       | Мирко Кузманович | Лёгкая атлетика (мужчины, прыжки с шестом) |
| 3       | Милена Усеник    | Лёгкая атлетика (женщины, толкание ядра)   |

### Бронза
| Бронза |                |                                           |
| №      | Спортсмены     | Вид спорта (дисциплина)                   |
| 1      | Кресо Рачич    | Лёгкая атлетика (мужчины, метание молота) |
| 2      | Миховил Дорчич | Плавание (мужчины, 100 метров на спине)   |